# Чудотворец
Чудотворец е определение, свързано с християнското (православно и отчасти католическо) понятие за святост.
Като епитет се прикачва към имената на бележити светци – например св. Николай Мирликийски, св. Иван Рилски и т.н. Трябва да се има предвид, че „чудотворец“ не е особена категория светец, тъй като според агиологията всеки светец е непременно чудотворец и тъкмо чудесата са един от критериите, според които той е канонизиран.
Епитетът се добавя към титлите (повсеместно и регионално) на тези от светците, които приживе или посмъртно са извършили особено впечатляващи чудеса. В този смисъл терминът е част не толкова от някаква религиозна или богословска доктрина, колкото част от народното предание.
Независимо от това терминът е утвърден в църковната практика.